# 울워스 그룹
울워스 그룹(Woolworths Group Limited)은 호주 전역의 소매 체인 울워스 슈퍼마켓(Woolworths Supermarkets), 뉴질랜드의 울워스(Woolworths, 구 명칭: Countdown) 및 할인 백화점 빅 W(Big W)의 운영으로 주로 알려진 호주의 다국적 소매 (상업) 및 금융 회사이다. 본사는 시드니 벨비스타(Bella Vista)에 있다. 수익과 직원 수 기준으로 호주에서 가장 큰 회사이며, 뉴질랜드에서는 두 번째로 큰 회사이다.
1924년 시드니에서 잡화 소매업체인 울워스 리미티드(Woolworths Limited)로 설립된 이 회사는 1929년에 뉴질랜드 시장에 진출했으며 1960년 이후 호주의 모든 주와 테리토리에서 거래를 해왔다. 울워스는 20세기 내내 꾸준한 성장을 경험했으며 사업 다각화를 시작하여 마지막 2000년을 마감했다. 1980년대에는 잡화점을 개점하여 다른 소매 브랜드 포트폴리오에 집중했다. 2012년부터 울워스는 쇼핑센터, 전자제품 소매업, 주택 개조, 연료 소매업, 주류 소매업, 숙박업 사업을 매각하여 슈퍼마켓 소매업에 집중하는 등 대대적인 통합을 거쳤다.
울워스는 현재 울워스 슈퍼마켓(Woolworths Supermarkets), 고객 로열티 프로그램인 에브리데이 리워즈(Everyday Rewards), 호주의 할인 백화점 빅 W(Big W), 뉴질랜드의 울워스 NZ(Woolworths NZ), 슈퍼밸류(SuperValue) 및 프레시초이스(FreshChoice) 슈퍼마켓을 소유하고 있다.